# Schloß-Wolfsbrunnenweg

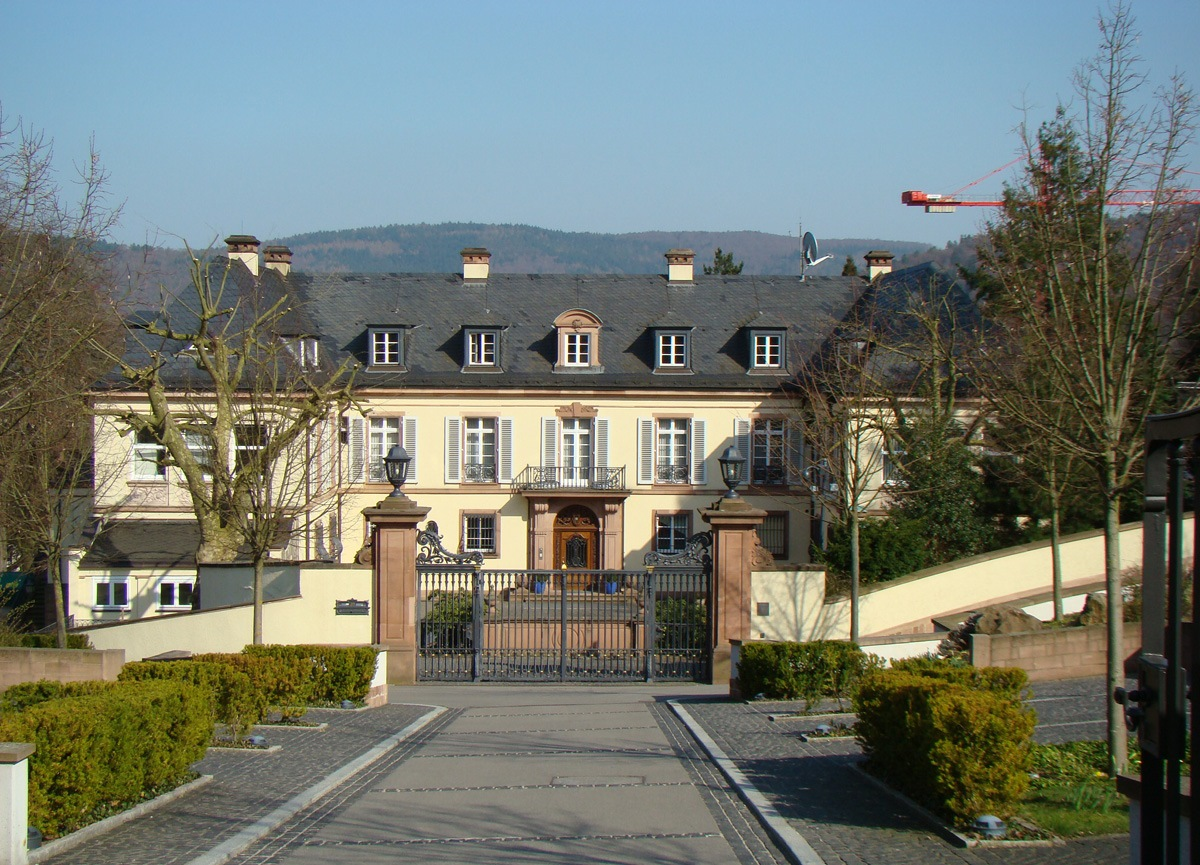
Villa Bosch im Schloß-Wolfsbrunnenweg

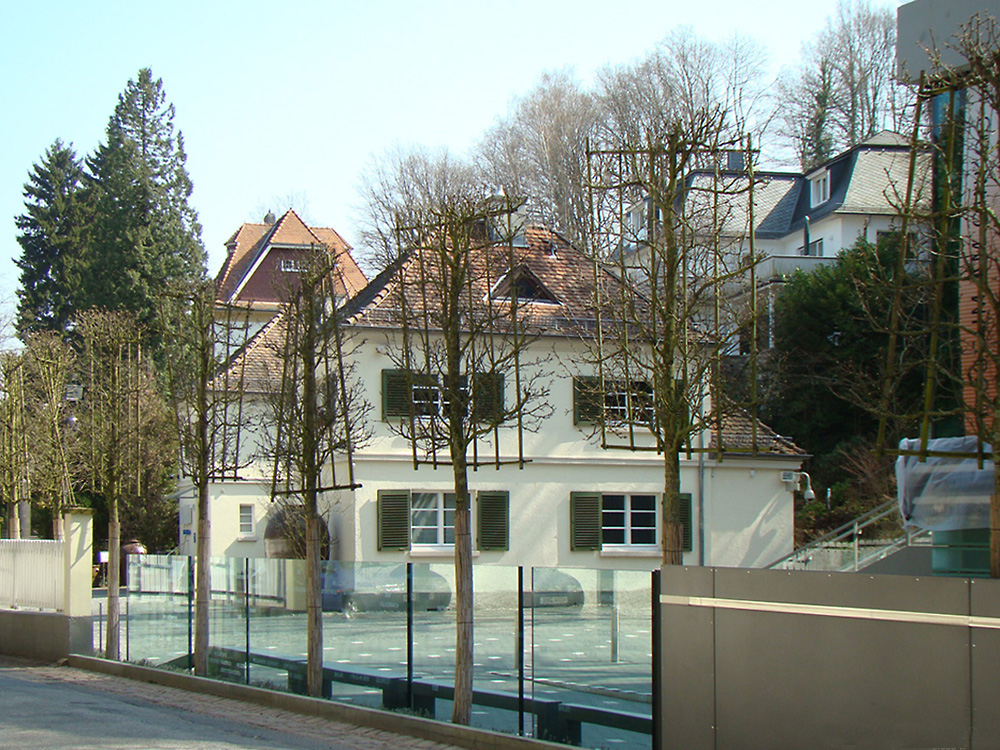
Carl Bosch Museum Heidelberg

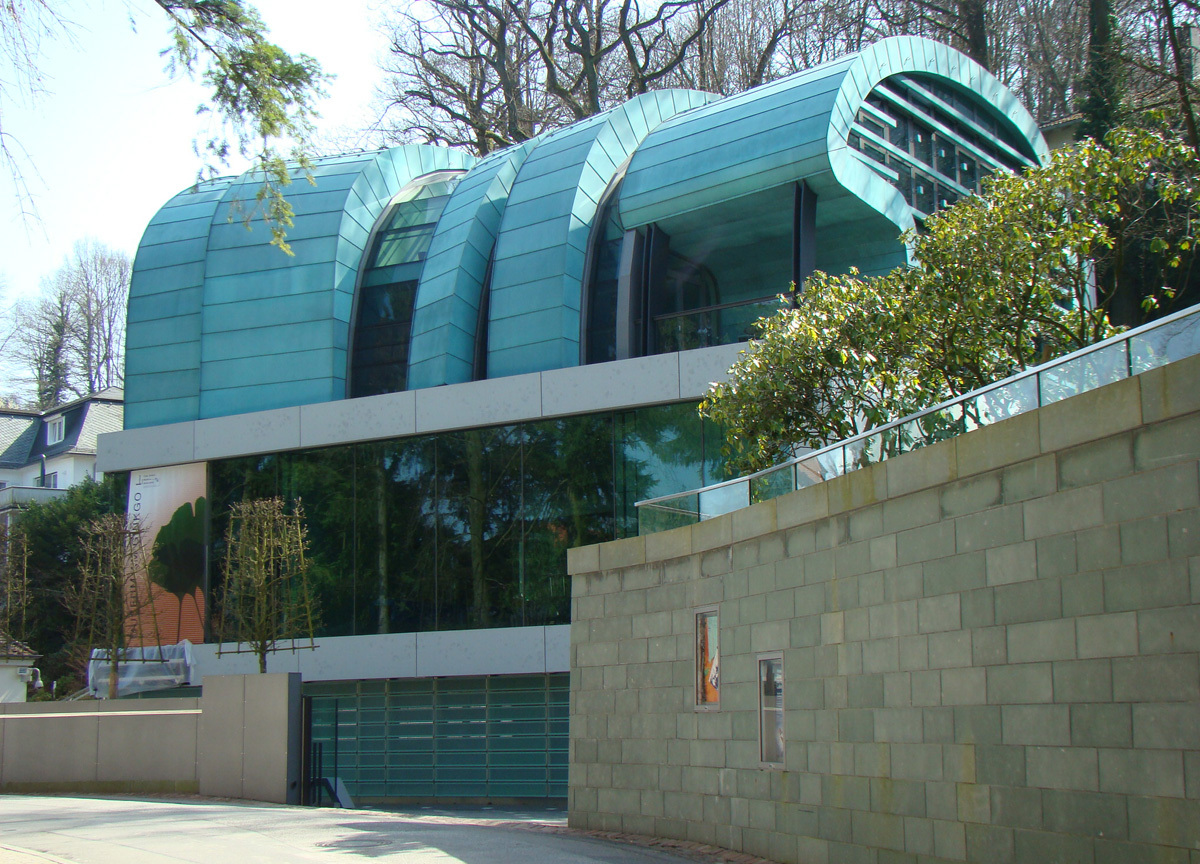
Museum am Ginkgo

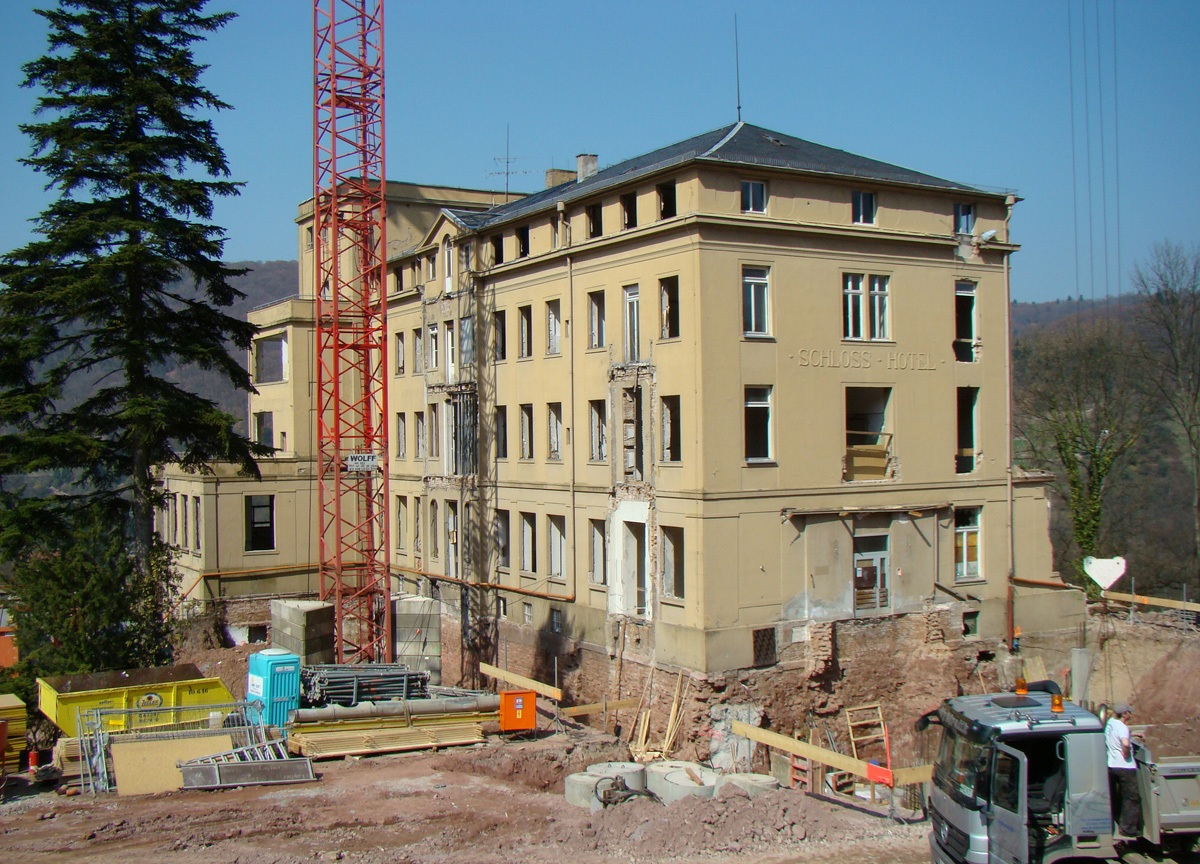
Ehem. Schlosshotel (Umbau April 2009)

Der Schloß-Wolfsbrunnenweg ist eine Straße in Heidelberg, die oberhalb des Heidelberger Schlosses beginnt und auf einem Höhenzug entlang des Neckartals nach Osten bis zum Wolfsbrunnen im Heidelberger Ortsteil Schlierbach verläuft.

## Geografie
Der Schloß-Wolfsbrunnenweg beginnt südwestlich oberhalb des Heidelberger Schlosses als Abzweig der Neuen Schloßstraße. Er führt zunächst in einem großen Bogen nach Nordosten um den Schlossgarten, um danach dem Neckarverlauf folgend weiter in nordöstliche Richtung zu führen. In etwa auf Höhe der Boschwiese knickt der Weg dem Lauf des Neckars folgend in einem Bogen nach Südosten ab. Dabei erreicht er seinen höchsten Punkt etwa 200 Meter über Null bzw. etwa 100 Meter über dem Neckartal. Der Weg führt dann leicht gewunden und abfallend weiter nach Südosten zum Taleinschnitt des Rombachwegs und von dort steil nach Osten abfallend ins Tal des vom Wolfsbrunnen gespeisten Schlierbachs, wo der Schloß-Wolfsbrunnenweg in die Wolfsbrunnensteige einmündet. Die gesamte Länge des Weges beträgt etwa drei Kilometer.

## Besiedlungsgeschichte
Der Weg wurde vermutlich seit dem Anbeginn der Besiedlung genutzt. Er bildete auch einen nordöstlichen Zugang zum Heidelberger Schloss und wurde daher bereits früh mit Schanzen gesichert, deren Namen sich noch in Flurnamen erhalten haben. Noch im 18. Jahrhundert kam dem Schloß-Wolfsbrunnenweg als Verkehrsweg eine große Bedeutung zu, da sich damals am Neckarufer, wo heute die Verkehrsadern fließen, nur ein schmaler Saumpfad befand und man Lasten auf Wagen auf dem Höhenweg transportieren musste.
Die Bebauung entlang des Weges erfolgte von Westen, also vom Heidelberger Schloss aus in Richtung des Stadtteils Schlierbach. Zu den ersten Gebäuden zählte das um 1875 errichtete, aber 1919 abgebrannte Hotel Bellevue im Anschluss an den Schlossgarten. Die Bebauung des Weges mit Wohnbauten setzte erst nach 1900 ein. Der Biologe Otto Schmeil gehörte 1908 zu den Ersten, die hier mehrere nebeneinander gelegene Obst- oder Weingärten erwarben und diese zu einem großen Baugrundstück vereinten. Später haben viele bekannte Persönlichkeiten in dieser Gegend gewohnt, so beispielsweise der Industrielle Carl Bosch, der Architekt und NS-Rüstungsminister Albert Speer, der hier in seinem von seinem Vater Albert Friedrich Speer 1905 errichteten Elternhaus nach seiner Haftentlassung aus dem Kriegsverbrechergefängnis Spandau 1966 bis zu seinem Tode 1981 lebte, und die erste Ehrenbürgerin von Heidelberg, Anna Blum. Als man um 1900 mit dem Bau von Gebäuden am Schloß-Wolfsbrunnenweg begann, waren die Hänge des südlichen Neckarufers überwiegend noch mit Obst- und Weingärten kultiviert, die dort schon Jahrhunderte bestanden und zu beiden Seiten des Weges lagen. Der einst wegen seiner Aussicht ins Neckartal gerühmte Weg hat seitdem jedoch durch die Häuser und den in den oft parkartigen Gärten gewachsenen Bestand an hohen Waldbäumen größtenteils seine Aussicht eingebüßt. Das Neckartal ist nur noch an wenigen Punkten vom Schloß-Wolfsbrunnenweg aus zu sehen. Als letzte größere Streuobstwiese verblieb die sogenannte Boschwiese bei der Villa Bosch. 
Nach dem Zweiten Weltkrieg waren die Gebäude am Schloß-Wolfsbrunnenweg für mehrere Jahre von der US-Armee besetzt, die dort höhere Offiziere einquartierte. Auch nach der Rückgabe der Gebäude an die Eigentümer blieben einige US-Militärs als Mieter dort wohnen, darunter der General Frederick J. Kroesen, der am Karlstor unterhalb des Schloß-Wolfsbrunnenwegs im Jahr 1981 zum Anschlagsziel der RAF wurde.
Aufgrund der exklusiven Lage mit zahlreichen denkmalgeschützten Villen in der Nähe zum Heidelberger Schloss gehört der Schloß-Wolfsbrunnenweg zu den attraktivsten und teuersten Wohngebieten Heidelbergs. Im Schloß-Wolfsbrunnenweg befinden sich heute u. a. die Klaus Tschira Stiftung gGmbH in der Villa Bosch, das Carl Bosch Museum Heidelberg sowie das Museum am Ginkgo.